# Lorn (musicista)
Lorn, pseudonimo di Marcos Ortega (Normal, 1987), è un musicista e disc jockey statunitense.

## Biografia
È nato a Normal nello Stato dell'Illinois ma ha basato la sede della sua attività di Dj e di musicista a Milwaukee nello Stato del Wisconsin.

## Discografia

### Album
- Nothing Else (Brainfeeder, 2010)
- Ask The Dust (Ninja Tune, 2012)
- Killzone Shadow Fall (Official Game Soundtrack) (Sony Computer Entertainment Europe, 2014) – con Tyler Bates
- Vessel (Wednesday Sound, 2015)
- A/D (Wednesday Sound, 2017)
- REMNANT (Wednesday Sound, 2018)
- RARITIES (Wednesday Sound, 2019)

### EP
- Nothing Else (Brainfeeder, 2010)
- Ask The Dust (Ninja Tune, 2012)
- Killzone Shadow Fall (Official Game Soundtrack) (Sony Computer Entertainment Europe, 2014) – con Tyler Bates
- Vessel (Wednesday Sound, 2015)

### Singoli
- "Cherry Moon" (Brainfeeder, 2010)
- "Weigh Me Down" (Ninja Tune, 2012)
- "Ghosst(s)" (Ninja Tune, 2012)